# Chionodraco hamatus
Chionodraco hamatus är en fiskart som först beskrevs av Lönnberg, 1905.  Chionodraco hamatus ingår i släktet Chionodraco och familjen Channichthyidae. Inga underarter finns listade i Catalogue of Life.